# Élections générales espagnoles de novembre 2019 en Galice
Les élections générales espagnoles de novembre 2019 (en espagnol : Elecciones generales de España de noviembre de 2019) se tiennent le dimanche 10 novembre 2019 afin d'élire les 350 députés et 208 des 266 sénateurs de la XIVe législature des Cortes Generales. 23 députés sont élus en Galice.

## Résultats
| Parti                  | Parti                                                   | Voix      | %     | +/-  | Sièges | +/-           |  |
| ---------------------- | ------------------------------------------------------- | --------- | ----- | ---- | ------ | ------------- |  |
|                        | Parti populaire (PP)                                    | 475 198   | 31,93 | 4,51 | 10     | 1             |  |
|                        | Parti des socialistes de Galice (PSdeG-PSOE)            | 465 026   | 31,25 | 0,84 | 10     | en stagnation |  |
|                        | En Común-Unidas Podemos (EC-UP)                         | 188 231   | 12,65 | 1,81 | 2      | en stagnation |  |
|                        | Bloc nationaliste galicien (BNG)                        | 120 456   | 8,09  | 2,35 | 1      | 1             |  |
|                        | Vox                                                     | 116 381   | 7,82  | 2,53 | 0      | en stagnation |  |
|                        | Ciudadanos (Cs)                                         | 64 661    | 4,35  | 6,83 | 0      | 2             |  |
|                        | Más País                                                | 22 826    | 1,53  | Nv.  | 0      | en stagnation |  |
|                        | Parti animaliste contre la maltraitance animale (PACMA) | 11 475    | 0,77  | 0,28 | 0      | en stagnation |  |
|                        | Recortes Cero-Grupo Verde (RC-GV)                       | 2 173     | 0,15  | 0,02 | 0      | en stagnation |  |
|                        | Parti communiste ouvrier espagnol (PCOE)                | 1 867     | 0,13  | 0,02 | 0      | en stagnation |  |
|                        | Pour un monde + juste (PUM+J)                           | 1 582     | 0,11  | 0,10 | 0      | en stagnation |  |
|                        | Autres partis                                           | 2 022     | 0,14  | -    | 0      | -             |  |
|                        | Vote blanc                                              | 16 209    | 1,09  | 0,04 |        |               |  |
|                        |                                                         |           |       |      |        |               |  |
| Suffrages exprimés     | Suffrages exprimés                                      | 1 488 107 | 98,72 |      |        |               |  |
| Votes nuls             | Votes nuls                                              | 19 259    | 1,28  |      |        |               |  |
| Total                  | Total                                                   | 1 507 366 | 100   | -    | 23     | en stagnation |  |
| Abstention             | Abstention                                              | 1 191 332 | 44,14 |      |        |               |  |
| Inscrits/Participation | Inscrits/Participation                                  | 2 698 698 | 55,86 |      |        |               |  |

### Résultats par provinces

#### La Corogne
| Parti                  | Parti                                                   | Voix      | %     | +/-  | Sièges | +/-           |  |
| ---------------------- | ------------------------------------------------------- | --------- | ----- | ---- | ------ | ------------- |  |
|                        | Parti populaire (PP0                                    | 187 127   | 30,50 | 4,99 | 3      | en stagnation |  |
|                        | Parti des socialistes de Galice (PSdeG-PSOE)            | 184 178   | 30,02 | 1,38 | 3      | en stagnation |  |
|                        | En Común-Unidas Podemos (EC-UP)                         | 77 069    | 12,56 | 2,21 | 1      | en stagnation |  |
|                        | Bloc nationaliste galicien (BNG)                        | 58 135    | 9,48  | 2,82 | 1      | 1             |  |
|                        | Vox                                                     | 50 325    | 8,20  | 2,56 | 0      | en stagnation |  |
|                        | Ciudadanos (Cs)                                         | 28 469    | 4,64  | 7,42 | 0      | 1             |  |
|                        | Más País                                                | 12 619    | 2,06  | Nv.  | 0      | en stagnation |  |
|                        | Parti animaliste contre la maltraitance animale (PACMA) | 4 572     | 0,75  | 0,31 | 0      | en stagnation |  |
|                        | Parti communiste ouvrier espagnol (PCOE)                | 1 689     | 0,28  | 0,01 | 0      | en stagnation |  |
|                        | Recortes Cero-Grupo Verde (RC-GV)                       | 925       | 0,15  | 0,05 | 0      | en stagnation |  |
|                        | Pour un monde + juste (PUM+J)                           | 607       | 0,10  | Nv.  | 0      | en stagnation |  |
|                        | Parti communiste des travailleurs galiciens (PCTG)      | 472       | 0,08  | 0,01 | 0      | en stagnation |  |
|                        | Vote blanc                                              | 7 307     | 1,19  | 0,02 |        |               |  |
|                        |                                                         |           |       |      |        |               |  |
| Suffrages exprimés     | Suffrages exprimés                                      | 613 494   | 98,86 |      |        |               |  |
| Votes nuls             | Votes nuls                                              | 7 056     | 1,14  |      |        |               |  |
| Total                  | Total                                                   | 620 550   | 100   | -    | 8      | en stagnation |  |
| Abstention             | Abstention                                              | 467 289   | 42,96 |      |        |               |  |
| Inscrits/Participation | Inscrits/Participation                                  | 1 087 839 | 57,04 |      |        |               |  |

#### Lugo
| Parti                  | Parti                                                   | Voix    | %     | +/-           | Sièges | +/-           |  |
| ---------------------- | ------------------------------------------------------- | ------- | ----- | ------------- | ------ | ------------- |  |
|                        | Parti populaire (PP)                                    | 68 530  | 38,04 | 4,44          | 2      | en stagnation |  |
|                        | Parti des socialistes de Galice (PSdeG-PSOE)            | 57 537  | 31,94 | 1,28          | 2      | en stagnation |  |
|                        | En Común-Unidas Podemos (EC-UP)                         | 16 548  | 9,19  | 0,95          | 0      | en stagnation |  |
|                        | Vox                                                     | 14 652  | 8,13  | 2,40          | 0      | en stagnation |  |
|                        | Bloc nationaliste galicien (BNG)                        | 12 940  | 7,18  | 2,35          | 0      | en stagnation |  |
|                        | Ciudadanos (Cs)                                         | 5 811   | 3,23  | 5,68          | 0      | en stagnation |  |
|                        | Parti animaliste contre la maltraitance animale (PACMA) | 1 190   | 0,66  | 0,14          | 0      | en stagnation |  |
|                        | Recortes Cero-Grupo Verde (RC-GV0                       | 237     | 0,13  | 0,02          | 0      | en stagnation |  |
|                        | Pour un monde + juste (PUM+J)                           | 221     | 0,12  | Nv.           | 0      | en stagnation |  |
|                        | Parti communiste ouvrier espagnol (PCOE)                | 178     | 0,10  | Nv.           | 0      | en stagnation |  |
|                        | Autres partis                                           | 207     | 0,11  | -             | 0      | -             |  |
|                        | Vote blanc                                              | 2 094   | 1,16  | en stagnation |        |               |  |
|                        |                                                         |         |       |               |        |               |  |
| Suffrages exprimés     | Suffrages exprimés                                      | 180 145 | 98,35 |               |        |               |  |
| Votes nuls             | Votes nuls                                              | 2 996   | 1,64  |               |        |               |  |
| Total                  | Total                                                   | 183 141 | 100   | -             | 4      | en stagnation |  |
| Abstention             | Abstention                                              | 161 305 | 46,83 |               |        |               |  |
| Inscrits/Participation | Inscrits/Participation                                  | 344 446 | 53,17 |               |        |               |  |

#### Ourense
| Parti                  | Parti                                                   | Voix    | %     | +/-  | Sièges | +/-           |  |
| ---------------------- | ------------------------------------------------------- | ------- | ----- | ---- | ------ | ------------- |  |
|                        | Parti populaire (PP)                                    | 67 580  | 39,41 | 4,60 | 2      | en stagnation |  |
|                        | Parti des socialistes de Galice (PSdeG-PSOE)            | 56 934  | 33,20 | 0,32 | 2      | en stagnation |  |
|                        | En Común-Unidas Podemos (EC-UP)                         | 13 573  | 7,92  | 1,02 | 0      | en stagnation |  |
|                        | Vox                                                     | 13 285  | 7,75  | 2,56 | 0      | en stagnation |  |
|                        | Bloc nationaliste galicien (BNG)                        | 10 256  | 5,98  | 2,06 | 0      | en stagnation |  |
|                        | Ciudadanos (Cs)                                         | 6 397   | 3,73  | 7,02 | 0      | en stagnation |  |
|                        | Parti animaliste contre la maltraitance animale (PACMA) | 1 094   | 0,64  | 0,18 | 0      | en stagnation |  |
|                        | Pour un monde + juste (PUM+J)                           | 307     | 0,18  | 0,07 | 0      | en stagnation |  |
|                        | Recortes Cero-Grupo Verde (RC-GV)                       | 221     | 0,13  | 0,03 | 0      | en stagnation |  |
|                        | Parti communiste des travailleurs galiciens (PCTG)      | 158     | 0,09  | 0,02 | 0      | en stagnation |  |
|                        | Vote blanc                                              | 1 666   | 0,97  | 0,03 |        |               |  |
|                        |                                                         |         |       |      |        |               |  |
| Suffrages exprimés     | Suffrages exprimés                                      | 171 471 | 98,77 |      |        |               |  |
| Votes nuls             | Votes nuls                                              | 2 127   | 1,23  |      |        |               |  |
| Total                  | Total                                                   | 173 598 | 100   | -    | 4      | en stagnation |  |
| Abstention             | Abstention                                              | 186 704 | 51,82 |      |        |               |  |
| Inscrits/Participation | Inscrits/Participation                                  | 360 302 | 48,12 |      |        |               |  |

#### Pontevedra
| Parti                  | Parti                                                   | Voix    | %     | +/-  | Sièges | +/-           |  |
| ---------------------- | ------------------------------------------------------- | ------- | ----- | ---- | ------ | ------------- |  |
|                        | Parti des socialistes de Galice (PSdeG-PSOE)            | 166 377 | 31,81 | 0,43 | 3      | en stagnation |  |
|                        | Parti populaire (PP)                                    | 151 961 | 29,06 | 4,02 | 3      | 1             |  |
|                        | En Común-Unidas Podemos (EC-UP)                         | 81 041  | 15,50 | 1,95 | 1      | en stagnation |  |
|                        | Bloc nationaliste galicien (BNG)                        | 39 125  | 7,48  | 1,90 | 0      | en stagnation |  |
|                        | Vox                                                     | 38 119  | 7,29  | 2,53 | 0      | en stagnation |  |
|                        | Ciudadanos (Cs)                                         | 23 984  | 4,59  | 6,49 | 0      | 1             |  |
|                        | Más País                                                | 10 207  | 1,95  | Nv.  | 0      | en stagnation |  |
|                        | Parti animaliste contre la maltraitance animale (PACMA) | 4 619   | 0,88  | 0,31 | 0      | en stagnation |  |
|                        | Recortes Cero-Grupo Verde (RC-GV)                       | 790     | 0,15  | 0,02 | 0      | en stagnation |  |
|                        | Sièges en blanc (EB)                                    | 692     | 0,13  | 0,02 | 0      | en stagnation |  |
|                        | Parti communiste des travailleurs galiciens (PCTG)      | 493     | 0,09  | 0,01 | 0      | en stagnation |  |
|                        | Pour un monde + juste (PUM+J)                           | 447     | 0,09  | Nv.  | 0      | en stagnation |  |
|                        | Vote blanc                                              | 5 142   | 0,98  | 0,07 |        |               |  |
|                        |                                                         |         |       |      |        |               |  |
| Suffrages exprimés     | Suffrages exprimés                                      | 522 997 | 98,66 |      |        |               |  |
| Votes nuls             | Votes nuls                                              | 7 080   | 1,34  |      |        |               |  |
| Total                  | Total                                                   | 530 077 | 100   | -    | 7      | en stagnation |  |
| Abstention             | Abstention                                              | 376 034 | 41,50 |      |        |               |  |
| Inscrits/Participation | Inscrits/Participation                                  | 906 111 | 58,50 |      |        |               |  |